# ロニー・レーン
ロナルド・フレデリック・「ロニー」レーン(Ronald Frederick "Ronnie" Lane, 1946年4月1日 - 1997年6月4日)は、イングランドのロック・ミュージシャン。スモール・フェイセス（1965年 - 1969年）およびフェイセズ（1970年 - 1975年）の創立者、ベーシストとして最も知られる。

## 来歴

### スリム・チャンス及びソロ活動
1973年、レーンは人気絶頂期にあったフェイセズを脱退して、スリム・チャンス（Slim Chance）を結成して活動を始める。シングル「ハウ・カム」「密漁者」で成功を収めてデビュー・アルバム『エニィモア・フォー・エニィモア』（1974年）を発表した後、アイランド・レコードに移籍してアルバム『スリム・チャンス』(1975年）と『ワン・フォー・ザ・ロード』（1976年）を発表する。
1976年にスモール・フェイセズの再結成コンサートに誘われるが、二度のリハーサルの後に参加を取りやめる。後年、彼は「スモール・フェイセズ時代、スティーブ（マリオット）に出て行かれた、今度は俺から出てやってみせたんだ」と語っている。しかし再結成したスモール・フェイセズのメンバーとしてアトランティック・レコードと交わした契約が既に成立していたので、WEA／アトランティックから彼にはレコードを発表する義務があるとの通知を受けた。そこで彼は、友人だったザ・フーのピート・タウンゼントと「ハウ・カム」のプロデューサーだったグリン・ジョンズに援助を仰いだ。そしてジョンズのプロデュースでタウンゼントとの共作アルバム『ラフ・ミックス』を制作して1977年に発表して、WEAとの契約義務から解放された。このアルバムにはエリック・クラプトン、チャーリー・ワッツ、イアン・スチュアートなど豪華メンバーが参加した。ジョンズは後年、過去関わったアルバムの中でのお気に入りの一枚であると語っている。

### 発病
レーンが自分の母親も苦しめられた多発性硬化症と診断されたのは『ラフ・ミックス』の録音直後だった。当初は病状は軽度で、彼はクラプトンと貸切電車でヨーロッパ・ツアーを行った。クラプトンは「気ままに旅をして気ままにライブをやって、駅前でギター・ケースをひろげて２人でストリート・ギグもやったよ」と回想している。またクラプトンはレーンのギター・ストロークが弦に当たっていないという異変に気づいていた。レーンとの出合いは、その後のクラプトンの人生観と音楽に大きな影響を与えた。彼が「ワンダフル・トゥナイト」が初めて人前で披露したのは、レーンの家の庭で一緒に焚き火をしている時だった。
レーンはその後も曲を書き、クラプトン、スチュアート、ヘンリー・マカロックらと共にレコーディングを行った。彼のラスト・アルバム『シー・ミー』（1978年）にはクラプトンとの共作が数曲収録されている。
1980年代になると病状が悪化する。1983年9月、多発性硬化症の研究機関を支援するためのチャリティ・コンサートである『ARMSコンサート』（ARMS Charity Concerts）を提唱。このコンサートにはビル・ワイマンやワッツなども参加し、クラプトン、ジェフ・ベック、ジミー・ペイジの所謂3大ギタリストが「いとしのレイラ」で共演したことが話題となった。コンサートの終盤にはレーン本人もステージに登場した。
1990年には、旧友イアン・マクレガンと共に最初で最後の日本公演を行った。

### 死
1997年、病没。享年51歳。

## ディスコグラフィ

### スタジオ・アルバム
- エニィモア・フォー・エニィモア - Anymore For Anymore
- スリム・チャンス - Ronnie Lane's Slim Chance
- ワン・フォー・ザ・ロード - One For The Road
- Mahoney's Last Stand　(ロン・ウッドとの共作)
- ラフ・ミックス - Rough Mix　(ピート・タウンゼントとの共作)
- シー・ミー - See Me

### ライブ・アルバム
- ユー・ネヴァー・キャン・テル - You Never Can Tell (The BBC Sessions)
- ロケット69 - Rocket 69 (Live on German TV)
- Live In Austin

### 編集アルバム
- Kuschty Rye (The Singles 1973-1980)
- ティン・アンド・タンバリン - Tin and Tambourine

### 参加アルバム

#### ビリー・ニコルス
- Would You Believe（1968年）

#### メヘル・バーバー関連
- ハッピー・バースデイ - Happy Birthday（1970年）
- アイ・アム - I Am（1972年）
- ウィズ・ラヴ - With Love（1976年）

#### ピート・タウンゼント
- フー・ケイム・ファースト - Who Came First（1972年）